# Montreuil-sur-Lozon
Montreuil-sur-Lozon è un comune francese di 295 abitanti situato nel dipartimento della Manica nella regione della Normandia.

## Società

### Evoluzione demografica
Abitanti censiti